# Watermark (албум на Еня)
Watermark („Воден знак“ от англ.) е вторият студиен албум на ирландската певица, авторка на песни и музикантка Еня, издаден на 19 септември 1988 г. от WEA. След издаването на предходния ѝ албум Enya (1987) тя си осигурява договор за звукозапис с Уорнър след случайна среща с президента на лейбъла Роб Дикинс, който е фен на музиката ѝ. Договорът ѝ позволява значителна творческа свобода с минимална намеса от страна на лейбъла и без крайни срокове за завършване на албумите. Еня записва Watermark за десет месеца с дългогодишните си сътрудници: мениджърът, продуцентът и аранжорът ѝ Ники Райън и съпругата му – текстописката ѝ Рома Райън. Първоначално албумът е записан в Ирландия под формата на демо, преди продукцията да се премести в Лондон, за да се презапише, миксира и мастеризира дигитално. Watermark включва музика в различни стилове, показвайки звученето на Еня с многопистов вокал с клавишни, перкусии и елементи от келтска, ембиънт и ню ейдж музика, въпреки че Еня вярва, че нейната музика не принадлежи към последния жанр.
Watermark получава много положителни отзиви от критиката и се превръща в неочакван търговски успех, който води изпълнителката до световна слава. Той достигна пето място в класацията на UK Albums Chart, номер 25 в Билборд 200 в Съединените щати и достигна номер едно в Нова Зеландия и Швейцария. Той е сертифициран като четирикратно платинен от Британската фонографска индустрия (BPI) и Асоциацията на звукозаписната индустрия на Америка (RIAA) за продажби от 1,2 милиона копия Обединеното кралство във и 4 милиона копия в Съединените щати. За да популяризира албума си, Еня стартира световно промоционално турне, което включва интервюта, изяви и изпълнения на живо. От албума са издадени четири сингъла, включително международният хит в Топ 10 Orinoco Flow, който е три седмици на първо място в Обединеното кралство. Албумът е преиздаден през 1989, 1991 и 2009 г.. Първите две преиздания съдържат Storms in Africa (Part II) като бонус парче, а последното издание е японско и включва още едно парче, озаглавено Morning Glory.

## Предистория
През март 1987 г. 26-годишната Еня издава своя едноименен дебютен самостоятелен албум Enya с лейбъла Би Би Си Рекърдс в Обединеното кралство и с Атлантик Рекърдс в Съединените щати. Първоначално е направен като саундтрак към документалната поредица на Би Би Си 2 The Celts („Келтите“), с Еня и нейните творчески партньори от пет години насам Ники Райън и съпругата му Рома Райън. Това е малък търговски успех, достигайки 69-о място в Обединеното кралство. Скоро след издаването му Роб Дикинс, тогавашен президент на Уорнър Мюзик UK, става фен на албума, пускайки си го всяка вечер преди сън. Седмици по-късно той среща Еня и семейство Райън случайно на годишните награди на Асоциацията на ирландската звукозаписна музикална индустрия в Дъблин, където Дикенс научава, че Еня обмисля да подпише договор с конкурентен лейбъл, което го кара да я привлече към Уорнър. След период на преговори Дикинс подписва с певицата, като изпълнява желанието ѝ за пълна творческа свобода без намеса от страна на ръководството или крайни срокове за завършване на албумите. По-късно Дикинс казва: „Понякога подписваш договор, за да правиш пари, а понякога подписваш договор, за да правиш музика. Това явно беше последното... Просто исках да бъда включен в тази музика.“ След това Еня напуска Атлантик Рекърдс и подписва с ръководената от Уорнър Гефън Рекърдс, за да се справи с разпространението си в Северна Америка.

## Запис
Със зелена светлина за направата на нов албум Еня записва Watermark от юни 1987 г. до април 1988 г. Първоначално албумът е записан в демо форма в Студио „Еглъ“ (Aigle Studio) – 16-пистово съоръжение, разположено в мазето на дома на сем. Райън в Артейн – северно предградие на Дъблин. Ники Райън си служи с лентова машина Fostex E16 с високоговорители KEF и Yamaha NS-10M за наблюдение, два модела Alesis MIDIverb II, ATC Q1 за реверберация и Roland SDE-1000 Digital Delay за дилей. Той полага съзнателни усилия да не включва аудио компресия, тъй като иска музиката да звучи задоволително „в края на записа“. Еня написва и записва албума без използване на click track, за да запази по-естественото усещане на музиката. Тя свири на различни клавиатури и синтезатори, включително Yamaha master keyboard KX88, Yamaha TX802, Oberheim Matrix-6R, Akai S900, Roland D-50, Juno-60 и PPG Wave. Juno-60 е неин фаворит. Преди да запише албума, тя има намерение да замени частите му с по-добрo звучене, но не можа да намери по-добри заместители, така че те са оставени.
След като демо версията на албума е направена, Дикинс поисква той да бъде презаписан дигитално в по-професионално студио, тъй като аналоговото оборудване в Aigle създава изобилмо съскане на лентата, което причинява проблем на музиката. Ники установява, че качеството на многопистовите вокали на Еня също е намаляло, оставяйки им единствената възможност да бъдат презаписани, въпреки че по-късно установява, че цифровият запис е загубил „топлотата си в долния регистър“. Записът се прави в Студиа Ориноко в Бърмъндзи, Лондон с Рос Кълъм, който изпълнява съвместна продукция, инженеринг и миксиране, и трае два месеца. Песните Storms in Africa и Orinoco Flow са завършени на двете звукозаписни 32-пистови машини на Мицубиши. Далеч от „интимната и лична“ обстановка в домашното им студио Еня намира работата в Лондон по-трудна, тъй като натовареният град води до доста разсейвания. Ники казва, че студиото е проектирано „по напълно луд начин", което той и Еня намират за по-привлекателно за работа. По време на последните етапи на записа изпълнителката се спъва на стъпало и има две порязвания на коляното. Тя продължава да работи, „приемайки тези тежки болкоуспокоителни, седнала на бюрото в студиото, с единия крак, подпрян на възглавници“. Кълъм завършва по-голямата част от миксирането на албума в Wessex Sound Studios; Джим Бартън е миксърът на песента Orinoco Flow.
Watermark твърдо утвърждава звученето на Еня с многопластови вокали, с песни, ориентирани към клавиатурата с и влияние на келтската музика. Еня чувства нуждата от наслагване на вокали, за да добави „човешки елемент“ към музиката си, тъй като само използването на клавиатури и цифрово семплиране ѝ звучи „малко линейно и право“. Идеята за мултивокалите възниква, когато Еня в началото на 80-те години е член на Кланад – келтската фолк група на нейното семейство. С Ники Райън като техен мениджър. повлиян от Бийч Бойс и техниката „Стена на звука“, прочута с продуцента Фил Спектор, двамата често обсъждат идеята да наслоят гласа на Еня, за да го направят свой собствен инструмент. След експериментиране с концепцията в албума Enya вокалите стават по-утвърдени в Watermark, като над 200 вокални песни са старателно записани за определени части. В един случай са записани около 90 парчета в период от няколко дни, но двамата чувстват, че не звучат правилно, затова ги трият и започват отначало. Такъв е случаят особено по време на записа на Miss Clare Remembers – инструменталното пиано парче, в което те експериментират с идеята за добавяне на вокали, но решават да не ги запазят.

## Песни
Watermark е съставен от единадесет песни, в осем от които Еня и Рома Райън са посочени като съавтори. Останалите три са инструментални, композирани единствено от Еня. Тя има вече соло изпълнения като вокал в албума си Enya, но иска те да се изпълняват от различни инструменти в Watermark и наема допълнителни музиканти, за да свирят написаните вече части: Нийл Бъкли свири на кларинет в On Your Shore, Крис Хюз свири на рототоми в River и на рототоми и африканския ръчен барабан в Storms in Africa, а Дейви Спилайн допринася за концертната свирка и ирландските гайди в Exile и Na Laetha Geal M'óige. Еня пее на ирландски– нейният майчин език, както и на английски и латински език. През 2000 г. тя поглежда назад към албума: „Поглеждайки назад... думите са на загуба, на размисъл, на изгнание – не непременно от нечия страна, а от тези, които сърцето обича. Той има за своя тема търсенето, копнежа, посягането към отговор. Океанът е централно изображение. Той е символът на едно голямо пътуване“.

### Страна A
Watermark започва с едноименното заглавно парче „Воден знак“ – традиция, която Еня възприема и в следващите си три албума. Заглавието му произлиза от стихотворение, което Рома Райън пише по време на записа, което я вдъхновява да назове песента по този начин. Въпреки това парчето е записано като инструментално и стихотворението остава неизползвано. Отпечатано е за първи път в бележките в бокс сета на Еня от 2002 г. Only Time – The Collection. Еня и Ники посвещават парчето на Боунс Хау – американски продуцент и приятел на Ники, който е вдъхновението зад единствената дума, която Еня пее в парчето: „Хау“ (Howe). По време на среща с Еня Даяна, принцесата на Уелс разкрива, че „Воден знак“ ѝ е любим.
Cursum Perficio се появява, след като Еня и семейство Райън гледат документален филм за американската актриса и модел Мерилин Монро, която веднъж написва фразата върху плочките на входа. Това означава „Вашето пътуване свършва тук“ на латински език и Рома завършва набор от латино текстове, базирани на фразата. Еня иска нейните вокали да бъдат „смели и откровени“ като този на хорово парче и осъзнава рано, че преводът на текстовете ѝ на английски или ирландски няма да допълни музиката, така че е използван латински.
On Your Shore („На твоя бряг“) се отнася до плажа Magheragallon в родния град на Еня Гуидор в графство Донигал, северозападна Ирландия, където има гробище с гробовете на баба ѝ и дядо ѝ. Нейната емоционална и лична връзка с детството я вдъхновява да напише парчето. Тя обяснява: „Когато първите хора са живели в Гуидор, е имало нещо като подслон за рибарите... Морето е придошло по време на проповед и всички са били пометени. Има много такива истории, където обикновено започваме да говорим за тях и се развива песен.“ Първоначално е написано като инструментално парче, но Еня и Ники откриват, че текстовете подхождат по-добре на него. За песента са направени множество „вокални експерименти“, но нито един от тях не подхожда на музиката, така че Еня взима по-простата форма на единичен вокал с един синтезатор. Солото за кларинет първоначално е свирено в демото на парчето, но Ники предлага кларинет като най-подходящият инструмент, който подхожда на вокалите, които Еня използва, когато го пее.
Storms in Africa („Бури в Африка“) произлиза от мелодия, която Еня свири на Juno-60, след като Ники предварително настройва звук, използвайки функцията арпеджо и я моли да разработи нещо с нея. Той се връща в студиото няколко часа по-късно, за да открие, че Еня е измислила последователността на акордите на песента, което го вдъхновява да предложи заглавието. Оттук нататък той помага за „насочването ѝ“ и за аранжимента. Песента получава име след записа. Записани са две версии с ирландски и английски текстове; Рома си спомня, че ирландската версия става фаворит, с който Еня и Ники също са съгласни, което води до добавянето ѝ в албума. Английската версия, озаглавена Storms in Africa (Part II), става B страна на сингъла му през 1989 г. и бонус песен за някои по-късни издания на албума Watermark.
Пишейки за Exile („Изгнание“) през 2002 г., Рома вярва, че темата за самотата от раздялата с нечия любов се посреща и с „надежда и решимост“ за завръщането на любимия човек. Първоначално песента е записана с вокали без думи, но Дикинс смята, че ще работи по-добре с текст, по-специално със стихотворение на Уилфред Оуен. Рома е запозната с някои от творбите на Оуен и написва сбор от текстове, вдъхновени от техния стил. Еня и Ники пожелават да включат шакухачи – японска флейта на пистата, но не могат да намерят достатъчно добър изпълнител. Вместо това, както обяснява Ники, те наемат „циганин да свири на флейта“. Вокалната версия е издадена като B страна на сингъла на Еня от 1992 г. Book of Days, озаглавен As Baile.
Miss Clare Remembers („Г-ца Клер си спомня“) е преработена версия на едноименното пиано инструментално парче, което Еня първоначално записва през 1983 г. като неин първи проект като соло изпълнителка. През 1984 г. то е издадено с лейбъла Touch Travel на аудиокасета с музика на различни изпълнители. Когато песента е презаписана за Watermark, Еня и Ники се заиграват с добавянето на вокали и други инструменти, но се съгласяват с това, че звучи най-добре като пиано парче. Заглавието му се отнася до едноименната книга на английската писателка Мис Рийд, чиито изображения на селския живот и хората, живеещи там, се харесват на Еня. Рома смята, че парчето „възвръща наивността и невинността на една епоха и място, далеч от вихъра и натиска на сложното общество“.

### Страна B
Orinoco Flow („Течението на Ориноко“) е последната песен, написана за албума, но е и тази, за която Еня си спомня като трудна за работа. Това включва няколко прекъсвания в записа, преди тя да се върне към него няколко седмици след това. По-късно тя посочва липсата на крайни срокове за завършване на албума, както е предоставено в нейния договор с Уорнър, което позволява песента да се развива за определен период от време, докато „успяхме накрая да я слушаме и да кажем: „Това е добре““. Тя произлиза от риф, разработен от нея, след като Ники ѝ предлага да изсвири мелодия в пет октави. Те оставят аранжимента такъв, какъвто е, докато не разбират, че албумът се нуждае от още една песен. Песента се развива около първоначалния риф, като сам той се превръща в част от припева. По-ранна версия на песента не съдържа бридж и има репликата "Sail away...„след всеки ред, за който Дикинс по-късно казва: „Подлудява ме“, но разпознава потенциала му, ако се работи върху него. Неговото пицикато въведение, което е сравнено със сингъла на Анди Уилямс от 1963 г. Can't Get Used to Losing You, е генезисът на вдъхновението на Рома за текста на песента, след като тя чува уводната част, докато гледа от прозореца на студиото и вижда как децата ѝ скачат. Дикинс и Кълъм са споменати в текстовете в редовете: „Можем да управляваме, можем да се приближаваме с Роб Дикинс на кормилото. Можем да въздъхнем, да кажем сбогом на Рос и неговите зависимости“, като последното е препратка към региона на Антарктида, известен като Колония Рос (Ross Dependency). Дикинс разбира за това едва след отпечатването на албума, което отначало го смущава и първоначално иска да го промени, но скоро си променя мнението, след като сингълът става номер едно. „Всички тези години по-късно“, казва той, „ако чуя тази реплика... не мога да не се усмихна".
Evening Falls... („Пада вечер“) е песен, която Рома описва като „песен на пътуващ дух“. Тя се основава на историята за призрак, чута от Рома за жена, която имала повтарящи се сънища за къща в Америка, но случайно се натъква на нея години по-късно в Англия. След като влязат в къщата, обитателите ѝ се страхуват от жената, тъй като обясняват, че тя обитава къщата всеки път, когато я сънува. Ники смята, че мелодията, която Еня написва, отговаря на историята, което кара Рома да напише текст, вдъхновен от нея.
River („Река“) е инструментално парче, наречено така от Ники, след като музиката предизвиква образа на река в съзнанието му. Той знае, че Еня има окончателното решение относно заглавията на песните, но тя харесва предложението му. Парчето е записано за около десет минути, като Еня свири директно на лента. Ники говори за стила на Еня за композиране за песен: „Има пет синтезатора в MIDI, но след това тя свири акорди върху тези произволни арпеджатори с ноти, които изскачат и излизат там, където не ги очакваш. По някакъв начин тя успява да работи". След това за допълнителни звуци е използвана клавиатура PPG Wave.
The Longships („Дълги кораби“) се позовава на дългите военни кораби, използвани от викингите, които нахлуват в Ирландия през 795 г. сл. н.е. и вече са се установили в Дъблин до 841 г. сл. н.е.
Na Laetha Geal M'óige (от ирл. „По-светлите дни на моята младост“) е за спомените от детството на Еня. Това е с посвещение на ирландски език на нейните баба и дядо.

## Художествена дейност
Обложката на албума е илюстрирана с дизайн на графичния дизайнер Лорънс Дънмор. Изображението на обложката с Еня е заснето от Дейвид Хискук с допълнителна фотография от Ръсел Ями с ръчно нарисувани „слоеве и слоеве от изображения“ отгоре. Дикинс осъзнава, че дизайнът на обложката е важен аспект в маркетинговата кампания, за да гарантира успеха на албума, тъй като това „не е от типа музика, която лесно се вписва в Радио Би Би Си 1.“ Еня е много доволна от обложката, като я нарича „много класическа“ и „в унисон с музиката“, и тя не я представя като последното „момиче на сцената“ подобно на други соло изпълнителки по онова време като Мадона и Кайли Миноуг. Произведението на изкуството дава вдъхновение за музикалния видеоклип към песента Orinoco Flow. Дикинс решава да не включва подробен набор от информационни бележки и текстове на песните с техните преводи, за да насърчи слушателя да създаде свои собствени образи и разбиране, когато слуша албума – решение, което Еня подкрепя.

## Издаване и комерсиален прием
За да предизвика интерес към албума, Уорнър организира частен прием за представянето му в Галерия „Серпентина“ в Хайд Парк и в хотел Уестбъри в Лондон една седмица преди излизането му. Watermark е пуснат на 19 септември 1988 г. в Обединеното кралство; следва издаването му в Съединените щати на 10 януари 1989 г. от Гефън Рекърдс. Албумът е успешен в класациите, влизайки в Британската класация на албумите под № 46 за седмицата от 15 октомври 1988 г. преди триседмично изкачване до своя връх № 5. В първоначалното си издание албумът прекарва 54 седмици в класацията, връщайки се всяка година от 1989 до 1995 г. за общо 99 седмици. В Съединените щати той дебютира в класацията Билборд 200 под № 100 в седмицата от 4 февруари 1989 г. Албумът има стабилно изкачване и достига своя пик № 25 в седмицата, завършваща на 22 април 1989 г. Той присъства в класацията общо 39 седмици. В класацията на Билборд за ню ейдж албуми албумът достига връхната си позиция № 2 по време на 286-седмичния си престой. Албумът е № 1 в Нова Зеландия и Швейцария.
До януари 1989 г. Watermark е продаден в над 20 хил. копия в Ирландия и 300 хил. копия в Обединеното кралство. Пет години по-късно той е сертифициран като четирикратно платинен от Британската фонографска индустрия (BPI) за продажбата на 1,2 млн. копия. В Съединените щати Watermark продава 500 хил. копия през първите четири месеца от излизането си. След 7 години албумът е сертифициран като четирикратно платинен от Асоциацията на звукозаписната индустрия на Америка (RIAA) за продажбата на 4 млн. копия. Продадени са 1 млн. копия в страната между март 1995 г. и март 1996 г. През ноември 2008 г. сп. Билборд съобщава, че албумът е продаден в 3 877 571 копия в Съединените щати според данни, проследявани от Nielsen SoundScan от 1991 г. В световен мащаб албумът е продаден в около 8 млн. копия.
Еня издава четири сингъла от Watermark между 1988 и 1991 г. Orinoco Flow е водещият сингъл, издаден през октомври 1988 г. и той влиза в Класацията за сингли на Обединеното кралство на № 29. Изкачва се до № 5 през втората седмица, преди да достигне № 1 през третата седмица, оставайки на върха в продължение на три последователни седмици. Сингълът е сертифициран със сребро от BPI за 250 хил. продадени копия през първия месец на издаване. Дикинс забелязва, че част от публиката е объркана относно заглавието на песента и иска от служителите на магазина Sail Away, така че той нарежда заглавието да бъде променено при последвалите отпечатки на Orinoco Flow (Sail Away). Сингълът се превръща в кросоувър хит в Съединените щати, след като се излъчва по прогресив рок, Топ 40 и радиостанции във формат ню ейдж. Evening Falls... също излиза през 1988 г. и достига своя връх на № 3 в Ирландия и на № 20 в Обединеното кралство. Следва Storms in Africa, който достига № 12 в Ирландия и № 41 в Обединеното кралство. През 1991 г., след като Exile е използван в саундтрака на американския игрален филм „История в Лос Анжелис“. (1991), той е издаден като четвърти сингъл от албума. За всеки сингъл е заснет музикален видеоклип с режисьор Майкъл Геогеган и е включен във видео компилацията Moonshadows, издадена на VHS и Laserdisc от Уорнър Мюзик Вижън и Уорнър Рипрайз Видео през 1991 г.
Еня е на световно медийно турне от септември 1988 г. до май 1989 г., включващо преса, радио и телевизионни интервюта и изяви, подписи на записи и изпълнения на плейбек на песни от Watermark. Сред нейните изпълнения са Orinoco Flow в британското музикално шоу Top of the Pops на 19 октомври 1988 г. и Storms in Africa на Световните музикални награди през 1989 г. в Монте Карло. На 32-рите награди Грами през 1990 г. Orinoco Flow е номиниран за най-добро ню ейдж изпълнение и най-добро музикално видео.

## Критичен прием
Албумът Watermark получава като цяло положителни отзиви от критиците.
В своята рецензия от април 1988 г. репортерът на ирландското списание Hot Press Лиъм Фей пише, че албумът е „ценни за цял живот гледки, звуци и преживявания, спускащи се в подреден и ясен слухов аквариум“. Той хвали неговите оркестрови вокали в Cursum Perficio, инструментите в Storms in Africa, The Longships и Exile, както и „изящния течен поп“ на Orinoco Flow, който, както той прогнозира, „трябва да е хит сингъл“. Фей е наясно, че текстовете в подобни видове музика могат да бъдат слабото място, но смята, че текстовете на Рома са „цялостни и са идеално изваяни, за да позволят на гласа на Еня да се носи между пропуските и паузите“. Фей също чувства, че "Na Laetha Geal M'óige, On Your Shore" и Evening Falls... „за тяхно добро [звучат] твърде като химн“ и бледо в сравнение с останалата част от албума и че продукцията на Райън „разкрива различен нюанс“ всеки път, когато я слушаш.
Джо Браун го хвали в американския вестник Вашингтон Поуст, като го нарича „прекрасна колекция от почти-мистичен поп“, която е „някъде извън мейнстрийм попа, но се отдалечава от сладникавите плитчини на ню ейдж“. Той описва Orinoco Flow като „буйно романтична“ и хвали направата на "Evening Falls...„и“Miss Clare Remembers", които предизвикват „катедрална атмосфера, с многопистови хорове и блестящо ехо“.
Рецензия на Бил Хендерсън в американския вестник Orlando Sentinel дава на албума четири звезди от пет и пише: „Деликатни. Това прилагателно описва мелодиите на Еня", чието „изкуство се превръща в сбор от неговите части – леко като шепот, но силно като писък“. Той сравнява нейните методи с английската певица Клер Хамил, но те са „много по-добри“ и хвали нейните лични песни като On Your Shore, за да прикани слушателя да си припомни домовете си от миналото, „едно сладко-горчиво пътуване“. Докато инструменталните парчета за него са „прости и приятни музикални идеи“, те са засенчени от нейните вокални парчета, тъй като „пеенето ѝ е толкова силно, че е болезнено очевидно, когато не е тя“. Той счита Na Laetha Geal M'oige за „една от най-красивите мелодии, записани от някого напоследък", която се пее с такава убеденост, че ирландския текст не засяга музиката.
Изданието на списание Top от ноември 1988 г., управлявано от Тауър Рекърдс, включва рецензия на Саймън Йънг, който смята, че Еня е създала „фин, спокоен ню ейдж албум, който работи най-добре, когато нейният небесен глас е съчетан с фини електронни вирове от звук и слой след слой глухи кланадски беквокали“.
Джонатан Такиф започва рецензията си във в. Филаделфия Дейли Нюз с: „Когато този стар свят започне да те потиска, просто сложи Watermark... и се понеси към едно блажено състояние", от което Еня носи „сливане на стара баладност и модерна технология на друго плато, с магическа, мистериозна напитка, която може да бъде наречена „ирландски ню ейдж“ или „келтски ембиънт“. Такиф избира Orinoco Flow за открояваща се песен и нарича River „блажено инструментално парче“. Той завършва с: „Няма нищо забързано, което да наруши хипнотичните приливи и отливи. Просто се отпусни и остави тази музика да се търкаля навсякъде по теб".
В рецензия, отпечатана в Бостън Глоуб, Стив Морс нарича записа „серия от буйни сънища и пейзажи, които съчетават вокалната красота на ирландската традиционна песен с многопистови синтезаторни тонове“ и го сравнява с произведения на колегите ѝ от ембиънт и ню ейдж като Жан-Мишел Жар, Вангелис и Брайън Ино. Според него звукът му е „красив“ и забеляза повторение на образа на водата навсякъде. Морс заключава: „Това е албум с атмосфера – истинска музика за настроение за душата“.
Хелена Мълкернс от сп. Ролинг Стоун нарича албума „богато настроение с широки пропорции“ и „великолепна звукова мозайка“. Заглавната песен „понася слушателя нежно в движение на приливи и отливи, което прониква в албума", съдържащ мулти-вокали, които тя описва като „отличителни“ и „поразителни“. Тя смята, че текстовете на Рома „неукрасени, но завладяващи“ и че многоезичните му докосвания „обогатяват“ изживяването при слушане, без да стават твърде доминиращи.
В ретроспективна рецензия за Олмюзик критикът Нед Рагет казва, че записът я „утвърждава като неочакваната кралица на нежната, с келтски оттенък ню ейдж музика“ с тънкост, която като резултат създава силни парчета.
Не липсват и някои негативни рецензии. Кристин Маккена във в. „Лос Анджелис Таймс“ прави критичен преглед, описвайки го като „зловещ пастиш, който се сравнява с църковния хор и григорианското песнопение, но всъщност не звучи като нещо повече от необичайно празнословната ню ейдж музика“, която „прави мека, безкръвна музика, идеална за асансьори; това е запис за звук, а не за текстове, мелодия или каквото и да е от другите неща, които влагат в музиката емоция и идеи". Робърт Кристгау от в. „Вилидж Войс“ нарича албума „задължителен за избягване“ и казва, че Еня използва „старата надеждна измама, че жени са ангели“ на популярната музика, докато „хуманизира технологията, изпълнявайки банални стихове на три езика (предполагам на галски, след като прочетох английския и разбрах латинския) и споменава Африка, Ориноко и други дълбоки тъмни далечни места“.

## Списък с песни
Всичките парчета са написани от Еня с Рома Райън.
| 1. | Watermark            | 2:24 |
| 2. | Cursum Perficio      | 4:06 |
| 3. | On Your Shore        | 3:59 |
| 4. | Storms in Africa     | 4:03 |
| 5. | Exile                | 4:20 |
| 6. | Miss Clare Remembers | 1:59 |

| Страна B | Страна B              | Страна B | Страна B | Страна B | Страна B | Страна B | Страна B | Страна B | Страна B |
| №        | Име                   | Време    |          |          |          |          |          |          |          |
| -------- | --------------------- | -------- | -------- | -------- | -------- | -------- | -------- | -------- | -------- |
| 7.       | Orinoco Flow          | 4:25     |          |          |          |          |          |          |          |
| 8.       | Evening Falls...      | 3:46     |          |          |          |          |          |          |          |
| 9.       | River                 | 3:10     |          |          |          |          |          |          |          |
| 10.      | The Longships         | 3:36     |          |          |          |          |          |          |          |
| 11.      | Na Laetha Geal M'óige | 3:54     |          |          |          |          |          |          |          |
| 39:42    |                       |          |          |          |          |          |          |          |          |

| 1989 и 1991 г. (преиздания) | 1989 и 1991 г. (преиздания) | 1989 и 1991 г. (преиздания) | 1989 и 1991 г. (преиздания) | 1989 и 1991 г. (преиздания) | 1989 и 1991 г. (преиздания) | 1989 и 1991 г. (преиздания) | 1989 и 1991 г. (преиздания) | 1989 и 1991 г. (преиздания) | 1989 и 1991 г. (преиздания) |
| №                           | Име                         | Време                       |                             |                             |                             |                             |                             |                             |                             |
| --------------------------- | --------------------------- | --------------------------- | --------------------------- | --------------------------- | --------------------------- | --------------------------- | --------------------------- | --------------------------- | --------------------------- |
| 12.                         | Storms in Africa (Part II)  | 3:04                        |                             |                             |                             |                             |                             |                             |                             |
| 42:46                       |                             |                             |                             |                             |                             |                             |                             |                             |                             |

| Японско преиздание от 2009 г. | Японско преиздание от 2009 г. | Японско преиздание от 2009 г. | Японско преиздание от 2009 г. | Японско преиздание от 2009 г. | Японско преиздание от 2009 г. | Японско преиздание от 2009 г. | Японско преиздание от 2009 г. | Японско преиздание от 2009 г. | Японско преиздание от 2009 г. |
| №                             | Име                           | Време                         |                               |                               |                               |                               |                               |                               |                               |
| ----------------------------- | ----------------------------- | ----------------------------- | ----------------------------- | ----------------------------- | ----------------------------- | ----------------------------- | ----------------------------- | ----------------------------- | ----------------------------- |
| 13.                           | Morning Glory                 | 2:28                          |                               |                               |                               |                               |                               |                               |                               |
| 45:14                         |                               |                               |                               |                               |                               |                               |                               |                               |                               |

## Състав
Музиканти
- Еня – вокали, клавирни, синтезатори
- Дейви Спилайн – концертна свирка в „Exile“, ирландска гайда в „Na Laetha Geal M'óige“
- Нийл Бъкли – кларинет в „On Your Shore“
- Крис Хюз – рототоми в „Storms in Africa“ и „River“, африкански ръчни барабани в „Storms in Africa“
- Ники Райън – ръкопляскане в Storms in Africa[62]

Продукция
- Еня – копродуцент, аранжор, адаптация на ирландския текст
- Ники Райън – продуцент, аранжор
- Рос Кълъм – миксиране (с изключение на „Orinoco Flow“), копродуцент, звукозаписен инженер
- Джеймс „Джимбо“ Бартън – миксиране на „Orinoco Flow“
- Пийт Швиер – миксиране на „Бурите в Африка (Част II)“
- Роб Дикинс – изпълнителен продуцент
- Дейвид Хискук – снимка на обложката
- Ръсел Ями – допълнителна фотография
- Лорънс Дънмор – дизайн

## Класации
| Класация                                     | Позиция |
| -------------------------------------------- | ------- |
| Австралийска класация на албумите ARIA       | 8       |
| Австрийска класация на албумите              | 15      |
| Канадска класация на албумите RPM            | 8       |
| Нидерландска класация на албумите            | 13      |
| Германска класация на албумите Media Control | 6       |
| Японска класация на албумите Oricon          | 7       |
| Новозеландска класация на албумите           | 1       |
| Норвежка класация на албумите                | 5       |
| Испанска класация на албумите                | 5       |
| Шведска класация на албумите                 | 5       |
| Швейцарска класация на албумите              | 1       |
| Класация на албумите на Обединеното кралство | 5       |
| Билборд 200                                  | 25      |

| Класации (1988)                              | Позиция |
| -------------------------------------------- | ------- |
| Нидерландска класация на албумите            | 41      |
| Класация на албумите на Обединеното кралство | 43      |

| Класации (1989)                              | Позиция |
| -------------------------------------------- | ------- |
| Австралийска класация на албумите            | 29      |
| Канадска класация на албумите                | 16      |
| Нидерландска класация на албумите            | 52      |
| Германска класация на албумите               | 59      |
| Японска класация на албумите                 | 69      |
| Швейцарска класация на албумите              | 17      |
| Класация на албумите на Обединеното кралство | 30      |
| САЩ Билборд 200                              | 60      |

## Сертификати
| Регион | Сертификат  | Брой продажби    |
| --- | ----------- | ---------------- |
| Аржентина (CAPIF)                                                                                               | Платинен    | 60 хил.^         |
| Австралия (ARIA)                                                                                                | 6× Платинен | 420 хил.^        |
| Белгия (BEA) | Платинен    | 50 хил.*         |
| Бразилия (Pro-Música Brasil)                                                                                    | 2× Платинен | 500 хил.*        |
| Канада (Music Canada)                                                                                           | 3× Платинен | 300 хил.^        |
| Франция (SNEP)                                                                                                  | 3× Златен   | 200 хил.*        |
| Германия (BVMI)                                                                                                 | Платинен    | 500 хил.^        |
| Япония (RIAJ)                                                                                                   | 3× Платинен | 600 хил.^        |
| Южна Корея | —           | 140 хил.         |
| Нидерландия (NVPI)                                                                                              | Платинен    | 100 хил.^        |
| Нова Зеландия (RMNZ)                                                                                            | Платинен    | 15 хил.^         |
| Испания (PROMUSICAE)                                                                                            | 5× Платинен | 500 хил.^        |
| Швейцария (IFPI Switzerland)                                                                                    | Платинен    | 50 хил.^         |
| Обединено кралство (BPI)                                                                                        | 4× Платинен | 1 млн. 200 хил.^ |
| САЩ (RIAA) | 4× Платинен | 4 млн.^          |
| Обобщение |             |                  |
| По света | —           | 11 млн.          |
| * Данни за продажбите се основават на самия сертификат. ^ Данните за пратките се основават на самия сертификат. |             |                  |

## История на издаване
| Държава  | Дата              | Формат    | Лейбъл              |
| -------- | ----------------- | --------- | ------------------- |
| Европа   | 19 септември 1988 | CD касета | Уорнър Мюзик        |
| САЩ      | 10 януари 1989    | CD касета | Гефън               |
| САЩ      | 11 декември 1991  | CD касета | Рипрайз             |
| Япония   | март 2009         | CD        | Уорнър Мюзик Япония |
| По света | 21 октомври 2016  | LP        | WEA Рипрайз         |